# Regimento de Artilharia N.º 5
O Regimento de Artilharia Nº 5 (RA5) é um órgão de base da Componente Fixa do Sistema de Forças do Exército Português. O RA5 encontra-se, desde o dia 01 de Agosto de 2014 (*), sediado na antiga Escola Prática de Artilharia, em Vendas Novas.
O Regimento de Artilharia Nº 5 (RA5) apronta o Grupo de Artilharia de Campanha 15,5 Rebocado do Comando da Brigada de Intervenção e a Companhia de Sistemas de Vigilância do Agrupamento de Informações, Vigilância, Aquisição de Objetivos e Reconhecimento.

## Organização
O Regimento de Artilharia N.º 5 é comandado por um coronel de artilharia e compreende:
- Comando,
  - Estado-maior
  - Bataria de comando e serviços,
  - Batalhão de formação,
  - Grupo de artilharia de campanha.

## História
No local onde se encontra aquartelado o atual RA5 esteve instalado o Regimento de Artilharia do Porto, que passaria a designar-se "Regimento de Artilharia N.º 4" em 1806 e seria extinto em 1829. O Mosteiro da Serra do Pilar destaca-se como fortificação na defesa do Porto, durante a Guerra Civil, sendo por isso, a seguir à guerra, classificado como praça de guerra de 1ª classe por decreto de 1835 da Rainha D. Maria II. Ao longo do século XIX, instalam-se ali diversas unidades de artilharia, como a Brigada de Artilharia de Montanha e baterias destacadas de vários regimentos de artilharia, uma das quais do Regimento de Artilharia N.º 6.
O Regimento de Artilharia N.º 6 (RA6) foi criado em Penafiel em 1889. Em 1901 o RA6 passa a ser uma unidade de artilharia montada, sendo transferido para a Serra do Pilar em 1911. Em 1926, o RA6 passa a designar-se "Regimento de Artilharia N.º 5" e em 1927 passa a ser "Regimento de Artilharia Ligeira N.º 5 (RAL5)" voltando a aquartelar-se em Penafiel, até ser extinto em 1975.
Em 1939 é criado, na Serra do Pilar, o Regimento de Artilharia Pesada N.º 2 (RAP2). Em 1975, o RAP2 herda as tradições do extinto RAL5 e passa a designar-se "Regimento de Artilharia da Serra do Pilar (RASP)". Em 1993, o RASP passa a designar-se "Regimento de Artilharia N.º 5".